# Ernst Kolb (Künstler)
Ernst Kolb (* 22. Oktober 1927 in Mannheim; † 1. Juli 1993 ebenda) war ein deutscher Art-brut-Künstler und Mannheimer Original.

## Leben
Kolbs Vater war Eisenbahner und er wuchs in einem Eisenbahnerkinderheim an der Donau auf, da seine psychisch kranke Mutter 1940 von den Nationalsozialisten vergast (sog. Euthanasie) wurde. Das wurde mit einer gefälschten Sterbeurkunde vor den Familienangehörigen verschleiert. Ob Ernst Kolb diese Wahrheit je erfahren hat, ist nicht bekannt. Seine Schwester war auch psychisch krank (Schizophrenie), sie lebte bis 1974. Ernst Kolb wurde Bäcker.
Ab 1969 begann er selbst zu zeichnen, vorerst nur in seinem Notizbuch. 1978 wurde er wegen einer berufstypischen Allergie arbeitslos, 1984 Frührentner. Er nutzte seine Zeit, um Gemeinderatssitzungen, Gerichtsverhandlungen, Vorlesungen, Tage der offenen Tür, Ausstellungseröffnungen, Konzerte oder andere Anlässe zu besuchen. Der vielseitig interessierte Kolb wurde so zu einem stadtbekannten Original. Sein Äußeres und seine volle Plastiktasche passten kaum in das Ambiente bei Empfängen, Lesungen und Vernissagen, die er besuchte. Er diskutierte in seinem Dialekt. Die von ihm als „Kritzeleien“ bezeichneten Zeichnungen fielen schließlich anderen Künstlern auf, die ihm Nachhilfe vermittelten und ihm 1985 seine erste öffentliche Ausstellung ermöglichten, der ein außergewöhnlicher Erfolg beschieden war. Aus dem „Original“ war ein ernstzunehmender Künstler geworden, ein besessener Zeichner, dessen Werke mehrfach ausgestellt wurden und der andere Künstler anregte, ihn zu bedichten, zu zeichnen und zu modellieren.
1991 erlitt er einen Schlaganfall, von dem er sich nicht mehr erholte. Er lebte zuletzt in einem Pflegeheim, wo 1993 seine letzte Ausstellung stattfand. Im Juli 1993 starb er in einem Krankenhaus an Magenkrebs und wurde unter Anteilnahme vieler Menschen auf dem Hauptfriedhof Mannheim beigesetzt.
Im Dezember 2012 erwarb die Collection de l’Art Brut in Lausanne 26 Zeichnungen Kolbs. Damit erhielt Ernst Kolb 19 Jahre nach seinem Tod einen Platz in einer bedeutenden Sammlung für Außenseiterkunst.
2018 fand in der Collection de l’Art Brut in Lausanne eine Kolb-Ausstellung statt. Sie zeigte unter anderem 40 seiner Zeichnungen.

## Rezeption
- Im  Brockhaus, welcher der Stadt 2007 anlässlich des 400. des Gründungsjubiläum vom Duden-Verlag, Mannheim und Leipzig, geschenkt wurde, gibt es den Eintrag: „Kolb, Ernst, Bäcker und Zeichner, *Mannheim 22.10.1927, †1.7.1993; musste 1977 seinen Beruf aufgeben, seit 1984 in Rente. Er besuchte möglichst viele kulturelle und politische Veranstaltungen und erhielt deshalb den Ehrennamen Bürger Kolb; seit 1997 auch Anfertigung großformatiger Zeichnungen (ab 1983 Ausstellungen).“
- Zum 60. Geburtstag Kolbs erschien im Mannheimer Morgen Nr. 242, Mannheim am 22. Oktober 1987 der Artikel: „Kolb, der Mann mit der Plastiktasche ist zu literarischen Ehren gekommen, namentlich in der Erzählung von Rolf Bergmann. Wie aber kam es  zu dem Warenzeichen Bürger Kolb?  Diese Bezeichnung tauchte erstmals im Mannheimer Morgen auf. Das hat Bürger Kolb in einer handgefertigten Urkunde einem MM-Redakteur auch schwarz auf weiß bestätigt ("ich schwöre es") Der ihm auf diese Weise verliehene Titel, den Kolb mit Stolz trägt, kennzeichnet einen überall Anteil Nehmenden, der längst zum Mannheimer Original geworden ist.“
- In der Rezension zum Mannheimbrockhaus heißt es, Ernst Kolb sei der Mann mit der Plastiktüte und Schrecken jeder Vernissage.[3]
- Die Ausgabe 79 von RAWVISION, der Fachzeitschrift der Aussenseiterkunst stellt Ernst Kolb im August 2013 in einem 6-seitigen Beitrag vor.[4]